# 市貝町立市貝中学校
市貝町立市貝中学校（いちかいちょうりつ いちかいちゅうがっこう）は、栃木県芳賀郡市貝町市塙にある公立中学校。

## 概要
通称は「市貝中（いちかいちゅう）」。市貝町内に存在する唯一の中学校で、町内全域が通学区域となっている。

## 沿革
- 1972年（昭和47年）
  - 4月1日 - 市貝町の2中学校（市羽・小貝）の名目統合により、市貝町立市貝中学校として開校。それぞれ市羽分校舎・小貝分校舎として授業を開始。
  - 6月13日 - 自衛隊による市貝中敷地整備工事完了（22,000m2）[1]
- 1973年（昭和48年）
  - 3月20日 - 管理棟校舎完成（2,246m2）
- 1974年（昭和49年）
  - 2月29日 - 第2期校地造成工事完了（30,333m2）
  - 3月9日 - 校旗樹立、校歌制定
  - 3月25日 - 教室棟校舎完成（3,260m2）
- 1975年（昭和50年）
  - 3月31日 - 体育館完成（1,496m2）
  - 6月30日 - 自転車置場工事竣工（800.76m2）
  - 8月18日 - 技術室竣工（鉄骨平屋建て・396.8m2）
  - 給食室竣工（鉄骨平屋建て・162m2）[1]
  - 校舎完成・市羽・小貝両分校実質統合[1]。
- 1976年（昭和51年）
  - 12月20日 - 武道館竣工（鉄骨平屋建て・580m2）
- 1977年（昭和52年）
  - 7月11日 - プール完成（7コース25m）
  - 10月15日 - 市貝中学校建設定礎碑除幕式・落成式を挙行。
  - NHKラジオ体操が本校で全国生放送[1]。
- 1997年（平成9年）11月1日 - 緑化運動功労者内閣総理大臣表彰。
- 1999年（平成11年）11月25日 - 市貝町で初めて緑化ボランティアとして本校生徒5名がタイにマングローブ植林へ。
- 2002年（平成14年）- 国際交流校である「フランス・ファーブル中学校」の生徒が市貝町に来町[1]。
- 2011年（平成23年）
  - 3月11日 - 東日本大震災による校舎の損傷が著しいため、敷地内立入禁止となる。
  - 4月 - 授業再開。しばらくの間は芳賀町にある廃校になった小学校の敷地を利用していた。
  - 9月よりプレハブの仮校舎での授業開始。
- 2013年（平成25年）
  - 7月19日 - 城見ヶ丘運動公園内仮設校舎での授業終了。
  - 7月31日 - 市貝中学校改築工事完了[2]。
  - 9月2日 - 添谷が丘新校舎での授業開始。

## 教育方針
- 教育目標
  - 進んで 強く あたたかく

## 学校行事
- 1学期
  - 4月 - 新任式、第1学期始業式、入学式
  - 5月 - 中間テスト
  - 6月 - 修学旅行（3年）、職場体験学習（2年）、宿泊学習（1年）、期末テスト
  - 7月 - 第1学期終業式
- 2学期
  - 9月 - 第2学期始業式、体育祭
  - 10月 - 中間テスト、海外派遣、添野ヶ丘祭
  - 11月 - 期末テスト
  - 12月 - 生徒会役員選挙、第2学期終業式
- 3学期
  - 1月 - 第3学期始業式
  - 2月 - 立志式、学年末テスト
  - 3月 - 卒業式、修了式、離任式

また、年に3回（3年生は7回）実力テストが実施される。

## 部活動
| 名称               | 男子       | 女子       |            |
| 運動部             | 運動部     | 運動部     |            |
| ------------------ | ---------- | ---------- | ---------- |
| 柔道部             | ○          | ○          |            |
| 剣道部             | ○          | ○          |            |
| 卓球部             | ○          | ○          |            |
| 野球部             | ○          | ×          |            |
| サッカー部         | ○          | ×          |            |
| バレーボール部     | ×          | ○          |            |
| バスケットボール部 | ×          | ○          |            |
| ソフトテニス部     | ○          | ○          |            |
| 文化部             |            |            |            |
| 美術部             | ○          | ○          |            |
| 吹奏楽部           | ○          | ○          |            |
| 読書部             | ○          | ○          |            |
| 特設部             |            |            |            |
| 陸上部             | ○          | ○          |            |
| 駅伝部             | ○          | ○          |            |
| 合唱部             | ○          | ○          |            |
| 水泳部             | ○          | ○          |            |
| 理科部             | ○          | ○          |            |
| 応援団             | （生徒会） | （生徒会） | （生徒会） |

- 駅伝部
  - 1995年（平成7年）- 全国中学校駅伝大会・女子が第4位入賞。
  - 1996年（平成8年）- 全国中学校駅伝大会・男女とも第12位。
  - 1997年（平成9年）- 全国中学校駅伝大会・女子が第15位。
  - 1998年（平成10年）- 全国中学校駅伝大会・女子が第12位。
  - 1999年（平成11年）- 全国中学校駅伝大会・女子が第4位。
  - 2001年（平成13年）- 全国中学校駅伝大会・女子が第11位。
  - 2019年（令和元年）- 全国中学校駅伝大会・男子が優勝。
- 卓球部
  - 2000年（平成12年）- 男子全国大会出場。
  - 2001年（平成13年）- 全国中学選抜卓球大会・男子が準優勝。

## 通学区域
市貝町内全域が通学区域にあたる。

## 制服
- 男子　
  - 冬服は標準的な学生服上下である。
  - 夏服はカッターシャツ、スラックスである。
- 女子　
  - 冬服はブレザー、カッターシャツ、吊りスカートである。
  - 夏服はカッターシャツ、吊りスカートである。
    - 吊りスカートのサスペンダーはボタンで取り外せるがしていないといけない。

## 進学前小学校
- 市貝町立市貝小学校
- 市貝町立赤羽小学校
- 市貝町立小貝小学校